# Alexander Dreyschock
Alexander Dreyschock   (Žáky, 15 d'octubre de 1818 - Venècia, 1 d'abril de 1869) fou un pianista i compositor txec del Romanticisme.
Als 13 anys el posaren sota la direcció de Václav Tomášek, i després viatjà fent concerts per Alemanya, Suècia, Dinamarca, Bèlgica, Holanda, França, etc. A París es donà conèixer el 1843. S'elogiava molt el vigor de la seva execució i especialment l'agilitat de la seva mà esquerra en els passatges en terceres, sextes o octaves. Va escriure unes 140 composicions, sonates, nocturns, estudis, romances sense paraules, aires variats, i una obertura en re per a orquestra. El 1862 fou anomenat professor en el Conservatori de Sant Petersburg, i el 1865 fou pianista de l'emperador de Rússia i mestre de capella al mateix temps del gran duc de Hesse-Darmstadt.